# 4489 (1988 AK)
4489 (1988 AK) је Јупитеров тројански астероид. Приближан пречник астероида је 92,93 ,
а средња удаљеност астероида од Сунца износи 5,264 астрономских јединица (АЈ).
Инклинација (нагиб) орбите у односу на раван еклиптике је 22,164 степени, а орбитални период износи 4411,881 дана (12,079 године). Ексцентрицитет орбите астероида износи 0,063.
Апсолутна магнитуда астероида износи 9,00 а геометријски албедо 0,051.
Астероид је откривен 15. јануара 1988. године.